# Edgar Reyle
Edgar Reyle (de son vrai nom Édouard Leyer) est un poète messin né le 30 octobre 1874 et décédé le 15 août 1918. Une rue porte son nom à Metz.